# Jan Eric Schwarzer

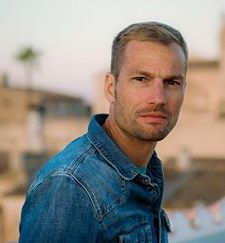
Jan Eric Schwarzer (2018)

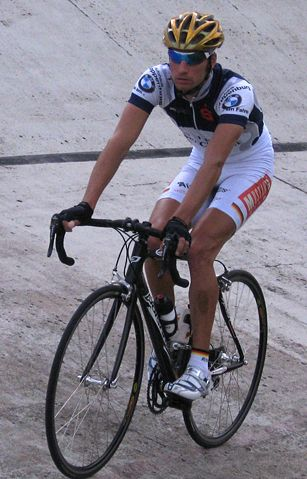
Schwarzer auf der Radrennbahn Bielefeld (2008)

Jan Eric Schwarzer (* 25. Mai 1980 in Bielefeld) ist ein ehemaliger deutscher Radrennfahrer.
Jan Eric Schwarzer stammt aus einer radsportbegeisterten Familie. Sein Vater fuhr Ende der 1960er Jahre als Amateur unter dem legendären Bundestrainer Gustav Kilian. Der Sohn fuhr mit acht Jahren sein erstes Rennen. Als Jugendlicher wandte er sich kurzzeitig anderen Sportarten – wie Basketball – zu, aber ging dann zum Radsport zurück. Er wurde mehrfach Landesmeister von Nordrhein-Westfalen in verschiedenen Disziplinen.
2006 belegte Schwarzer, der für den RV Teutoburg Brackwede fährt, bei den Deutschen Steher-Meisterschaften in Leipzig den fünften Platz. 2007 wurde er in Nürnberg auf der Radrennbahn am Reichelsdorfer Keller Deutscher Steher-Meister mit Schrittmacher Christian Dippel vor Mario Vonhof (Schwabach) und Timo Scholz. Bei der Europa-Meisterschaft im gleichen Jahr in Alkmaar erreichte er Platz fünf. Im Jahre 2008 erreichte Schwarzer bei der Deutschen Meisterschaft in Bielefeld Rang drei und bei der Europameisterschaft der Steher in Alkmaar den sechsten Platz. 2009 wurde Schwarzer Dritter bei der Deutschen Meisterschaft der Steher auf der Radrennbahn Leipzig und Vierter bei der Steher-EM in Forst (Lausitz). Bei den Deutschen Steher-Meisterschaften 2010 auf der Radrennbahn Andreasried in Erfurt belegte er den vierten Platz. 2011 erreichte er bei den Deutschen Steher-Meisterschaften in Leipzig den zweiten Platz. Bei den Deutschen-Stehermeisterschaften 2013 in Bielefeld belegte er wieder den vierten Rang. 2010 war er Mitglied der Renngemeinschaft Team Sparkasse.
Jan Eric Schwarzer studierte bis September 2009 an der Deutschen Sporthochschule und schloss das Studium als Diplom-Sportwissenschaftler ab. Er lebt in Sineu auf Mallorca (Spanien) und betreibt dort seit dem Frühjahr 2011 ein Hotel für Radsportler, das sich als Anlaufstelle für Radsportler aller Leistungsklassen und auch namhafte Profis etabliert hat. 2018 organisierte er mit Toros de Gravel das erste Gravelbike-Event auf Mallorca.

## Schriften
- "Verbot – ja oder nein? Das Ende der Sechstagerennen im Dritten Reich" (in Zusammenarbeit mit Renate Franz), in: Der Knochenschüttler. Zeitschrift für Liebhaber historischer Fahrräder, Heft 46, 2/2009, S. 4–9.
- Das Zweier-Mannschaftsfahren im Bahnradsport. Technikbeschreibung, Anforderungsprofil und Übungsformen, DA Köln 2009.